# Boeing X-53 Active Aeroelastic Wing
El programa de desarrollo X-53 Active Aeroelastic Wing (AAW) es un proyecto de investigación completado que fue acometido conjuntamente por el Laboratorio de Investigación de la Fuerza Aérea (AFRL), Boeing Phantom Works y el Centro Dryden de Investigaciones de Vuelo de la NASA, donde la tecnología fue probada en vuelo en un McDonnell Douglas F/A-18 Hornet modificado. La Tecnología de Ala Aeroelástica Activa es una tecnología que integra aerodinámica, controles y estructura alares para aprovechar y controlar el efecto aeroelástico alar a altas velocidades y presiones dinámicas. Usando múltiples controles de borde de ataque y de fuga como "pestañas aerodinámicas", cantidades sutiles de efecto aeroelástico pueden ser controladas para proporcionar grandes cantidades de potencia de control alar, mientras se minimizan las cargas de aire de maniobra en condiciones de tensión alar alta o resistencia aerodinámica en condiciones de tensión alar baja. El programa de vuelo en el que por primera vez probó el uso de la tecnología AAW a tamaño real fue el programa del X-53 Active Aeroelastic Wing.
Gerry Miller y Jan Tulinius lideraron el desarrollo del concepto inicial durante unas pruebas de túnel de viento a mitad de los años 80, bajo contrato de la Fuerza Aérea. La designación "X-52" fue omitida en la secuencia para evitar confusiones con el bombardero B-52 Stratofortress. Ed Pendleton ejerció como director del programa de la Fuerza Aérea.

## Diseño y desarrollo
La Tecnología de Ala Aeroelástica Activa (AAW) es multidisciplinar, ya que integra aerodinámica de vehículo aéreo, controles activos, y comportamiento aeroelástico estructural para maximizar las prestaciones del vehículo aéreo. El concepto usa la flexibilidad aeroelástica del ala para conseguir un beneficio neto y permite el uso de alas delgadas, en flecha y de alta relación de aspecto, que son deformadas aeroelásticamente en perfiles de óptimo rendimiento. Esto hace posible alcanzar las prestaciones aerodinámicas multipunto requeridas por aviones de caza, bombarderos y de transporte futuros.
La Tecnología AAW emplea la flexibilidad aeroelástica del ala para conseguir un beneficio neto a través del uso de superficies de control de borde de ataque y de fuga activadas por un sistema de control de vuelo digital. A mayores presiones dinámicas, las superficies de control AAW se usan como "pestañas" que son desviadas en el flujo de aire de forma que producen un flujo alar favorable, en lugar del control reducido asociado generalmente con la "inversión de alerón" causada por las superficies del borde de fuga. La energía del flujo de aire es empleada para girar el ala con muy poco movimiento de la superficie de control. El ala en sí misma crea las fuerzas de control.
Como intentos del AAW para promocionar y utilizar favorablemente la respuesta del flujo alar a altas velocidades, se vio como un regreso a una idea utilizada de forma pionera por las hermanos Wright. La tecnología de ala aeroelástica activa es un enfoque de diseño que permite un ala de relación de aspecto mayor, más eficiente aerodinámicamente. Además, un ala aeroelástica activa puede ser usada para reducir la resistencia inducida en condiciones de deformación del ala baja y, en condiciones de deformación mayores, reducir las cargas aéreas de maniobra. Los beneficios generales de la tecnología AAW en sistemas futuros incluyen una potencia de control sustancialmente aumentada, reducir la resistencia aerodinámica, reducir el peso estructural del avión, y aumentar las libertades de diseño en términos de envergadura alar, aflechamiento, y espesor. Dependiendo de los requerimientos de misión, estos beneficios deberían significar reducciones importantes en el peso al despegue del vehículo y en los costes de producción.
La versión de preproducción del F/A-18 era un avión huésped ideal para probar la tecnología AAW. El ala del F/A-18 de preproducción tiene una relación de aspecto relativamente alta para un caza y originalmente fue diseñada para tener la suficiente resistencia y estar libre de problemas de pandeo o aleteo, pero no se añadió robustez adicional para compensar los problemas de aeroeslasticidad estática. El F/A-18 X-53 fue modificado para permitir operar a dos superficies de control del borde de ataque en concierto con sus dos superficies del borde de fuga para controlar el flujo aeroelástico alar y proporcionar excelentes prestaciones de alabeo a alta velocidad.

### Aeroelasticidad y controles
Un avión maniobra desplegando superficies de control de vuelo en el flujo aéreo, lo que modifica la sustentación de la superficie a la que están unidas. Por ejemplo, los alerones de las alas usados para alabear un avión trabajan aumentando o disminuyendo la sustentación de la parte exterior del ala, mientras que hacen lo contrario en el otro ala. Este desequilibrio en las fuerzas de sustentación causa que el avión rote alrededor de su eje longitudinal.
Este último efecto es considerado como perjudicial. Cuando el alerón es desplegado, el flujo es desviado hacia un punto bien por detrás de su centro de sustentación. Esto crea un par de fuerzas alrededor del eje transversal del ala, que "aletea" en relación con el flujo y reduce la efectividad de la aportación del alerón. Aunque este efecto es bastante pequeño a bajas velocidades, a altas velocidades la cantidad de flujo sobre la superficie puede ser considerable, suficiente para causar la flexión de todo el ala, un efecto conocido como aeroelasticidad.
Puesto que la fuerza de control del alerón es una función de la velocidad, y que un avión debe ser maniobrable a las velocidades de aterrizaje y despegue, hay un límite inferior al tamaño de las superficies de control que pueden ser utilizadas. En algunos casos, como en el Supermarine Spitfire y el Mitsubishi Zero, esto significa que a velocidades más rápidas, las fuerzas sobre los controles eran extremadamente altas. En el caso del Spitfire, estas fuerzas actuaban sobre un ala muy delgada que era altamente elástica, y en los picados el ala se torcía tanto que la curva de sustentación se oponía al movimiento del alerón, revirtiendo la dirección del alabeo. Este problema requirió varias rondas de actualizaciones para corregirlo.

### Controles activos
Los mismos problemas afectan también a los aviones modernos, pero están diseñados para ser menos visibles. Para empezar, las mejoras en los materiales y diseño han mejorado mucho la robustez del ala, reduciendo la magnitud del problema. Una vez que el avión se construye y vuela, el software de control de vuelo se ajusta entonces para corregir la pérdida de control debida a la aeroelasticidad. Sin embargo, esto simplemente oculta el problema, la aeroelasticidad todavía existe y está afectando a la autoridad general de control. Para corregirlo, el controlador de vuelo utiliza más aporte de control para compensar cualquier pérdida de efectividad, lo que aumenta las cargas de par de fuerzas en el eje transversal del ala del avión.
El AAW se desarrolló desde la simple observación de que la aeroelasticidad puede ser compensada con el despliegue de otras superficies de control en el ala. En particular, casi todos los aviones modernos utilizan algún tipo de slat a lo largo del borde de ataque del ala para proporcionar más sustentación durante ciertas fases del vuelo. Desplegando los slats al mismo tiempo que los alerones, el par de fuerzas puede ser equilibrado en ambos lados de los largueros, eliminando la torsión, lo que mejora la autoridad de control de los alerones. Esto significa que se necesita menos actuación del alerón para producir un movimiento dado, que, a cambio, reducirá la resistencia del alerón y sus aspectos de control negativos asociados. Aún mejor, el ala ya está diseñada para ser extremadamente fuerte en el componente de sustentación, eliminando que el par de fuerzas requiera sustentación, convirtiendo el indeseado par de fuerzas en un componente aceptable de sustentación.
Pero si se pueden usar los controles para eliminar la torsión y sus efectos negativos en las actuaciones de control, el siguiente paso es introducir deliberadamente un componente de torsión para mejorar la autoridad de control. Cuando se aplique correctamente, el ala torsionará menos y en dirección opuesta a la de un ala convencional durante la maniobra. Así que este cambio, que puede estar acompañado de software, tiene numerosos beneficios en las prestaciones generales.

### Pruebas del AAW
Para probar la teoría del AAW, la NASA y la USAF se pusieron de acuerdo para financiar el desarrollo de un único demostrador, basado en el F/A-18. El trabajo comenzó tomando una célula existente de F/A-18 modificada con un ala de preproducción, y añadiéndole un sistema de operación de flaps de borde de ataque exteriores y un ordenador de control de vuelo modernizado. Se desarrollaron unas reglas de control del ala aeroelástica activa para flexionar el ala y se usó una instrumentación de vuelo para medir exactamente las prestaciones aeroelásticas de la configuración alar. El software de vuelo fue modificado más tarde para las pruebas de vuelo, y el avión voló por primera vez en noviembre de 2002. El avión demostró exitosamente la viabilidad del concepto en su totalidad durante la realización de unas pruebas de maniobras en 2004-2005. El avión de pruebas fue designado X-53 el 16 de agosto de 2006, según una nota del Jefe Adjunto del Personal, Planes y Programas Estratégicos de la USAF.

## Especificaciones

### Características generales
- Tripulación: Uno (piloto).
- Envergadura: 11,7 m
- Altura: 4,63 m
- Peso máximo al despegue: 17690,12 kg
- Planta motriz: 2× turbofán de baja derivación General Electric F404-GE-400.
  - Potencia: 16000 lb-fuerza (71,17 kN) cada uno.

### Rendimiento
- Velocidad nunca excedida (Vne): Mach 1,55
- Techo de vuelo: 15240 m (50000 pies)

### Aviónica
- El sistema de acción de los flaps de borde de ataque fue modificado por McDonnell Douglas (actualmente Boeing Phantom Works), usando una nueva unidad de actuación desarrollada por Moog. Las reglas de control de vuelo del AAW fueron programadas en un ordenador de control de vuelo modificado para incluir superficies de control de borde de ataque exteriores actuadas independientemente.[4]

### Secuencias de designación
- Secuencia X-_ (Aviones eXperimentales estadounidenses, 1948-presente): ← X-49 - X-50 - X-51 - X-53 - X-54 - X-55 - X-56 →

### Listas relacionadas
- Anexo:Aeronaves de la Fuerza Aérea de los Estados Unidos (históricas y actuales)